# Bob Nelson
Nelson Roberto Perez (Campinas, 12 de outubro de 1918 – Rio de Janeiro, 28 de agosto de 2009), mais conhecido como Bob Nelson, foi um ator e cantor brasileiro.

## Biografia
Sexto dos oito filhos do espanhol José Pérez, ferroviário da Companhia Mogiana de Estradas de Ferro e proprietário do Hotel Dalva, com D. Floresmina, Nelson Roberto Perez cursou o grupo escolar na escola que funcionava em anexo à Escola Normal e formou-se contador na Escola do Comércio São Luiz. Iniciou sua carreira artística na Rádio Educadora de Campinas, nos anos 40.

## Carreira
Diplomou-se pela Escola de Comércio de Campinas, onde, no Rio de Janeiro, veio a ser representante das extintas indústrias de Meias Ethel. Ao mesmo tempo que iniciava a sua carreira artística como cantor nos cassinos cariocas, cantava também em rádios, bailes e orquestras. Chegou a acompanhar Carmen Miranda em 1939, quando ela se apresentou em Campinas. 
Em 1943 ganhou um prêmio na Rádio Cultura de São Paulo por sua interpretação de Oh! Susanna. Foi na Rádio Tupi que adotou o nome Bob Nelson, pois soava mais comercial.
O cantor Roberto Carlos em sua infância ouvia Bob Nelson, certa vez se declarou fã do Vaqueiro Alegre como era conhecido. No final da década de 1930 começou a cantar no Grupo Cacique. Com base no filme Idílio nos Alpes, começou a aplicar o ritmo tirolês (também conhecido como yodel) no início da década de 1940. Em 1943, faz uma adaptação para o português de uma tradicional canção norte-americana, Oh, Suzana, música premiada na Rádio Cultura, o qual o faz um de seus maiores sucessos. A música também lançou Bob Nelson para o sucesso no Brasil.
Durante a Segunda Guerra Mundial, dono do Diários Associados, Assis Chateaubriand, homenageou o comandante norte-americano General Douglas MacArthur com uma apresentação de Bob Nelson com a canção Oh, Suzana. Ao final da apresentação, o general subiu ao palco e abraçou o cantor, pois era de Arkansas e gostava do ritmo country, além da música falar de períodos de guerra. Chatô também patrocinou a primeira fantasia de caubói.
Gravou seu primeiro disco em 1944 com Oh, Suzana e Vaqueiro Alegre. Na década de 1940, apresentou-se em programas de rádio e gravou músicas usando o nome artístico Bob Nelson e seus Rancheiros, época que ele se tornou o ídolo das estrelas da Jovem Guarda, Roberto Carlos e Erasmo Carlos. A dupla gravou uma música em sua homenagem: A Lenda de Bob Nelson, em 1974. 
É considerado um dos primeiros cantores a misturar a música sertaneja do interior com o country norte-americano, Bob Nelson também desfilou no Carnaval carioca, sempre pela escola de samba Império Serrano. Morreu no dia 28 de agosto de 2009, aos 90 anos.